# Landesverrat
Der Landesverrat ist in der Regel als Verbrechen gegen den Staat definiert. Er findet sich als Straftatbestand in den Strafgesetzbüchern der meisten unabhängigen Staaten. Er ist nicht mit dem Hochverrat gleichzusetzen.

## Deutschland

### Aktuelle Strafnorm
Nach deutschem Strafrecht ist Landesverrat ein in § 94 StGB definiertes Verbrechen, das sich gegen die äußere Sicherheit und den Bestand des Staates richtet. Das Delikt des Landesverrates ist die Kernstraftat der Spionage. Landesverrat begeht, wer ein Staatsgeheimnis einer fremden Macht oder einem ihrer Mittelsmänner mitteilt oder sonst an einen Unbefugten gelangen lässt oder öffentlich bekanntmacht, um die Bundesrepublik Deutschland zu benachteiligen oder eine fremde Macht zu begünstigen, und dadurch die Gefahr eines schweren Nachteils für die äußere Sicherheit der Bundesrepublik Deutschland herbeiführt.
Staatsgeheimnisse sind gemäß § 93 StGB Tatsachen, Gegenstände oder Erkenntnisse, die nur einem begrenzten Personenkreis zugänglich sind und vor einer fremden Macht geheim gehalten werden müssen, um die Gefahr eines schweren Nachteils für die äußere Sicherheit der Bundesrepublik Deutschland abzuwenden. Eine solche Gefahr besteht zum Beispiel, wenn eine fremde Macht durch das Geheimnis die Schlagkraft der Bundeswehr mindern kann.
Dabei sind nach Abs. 2 dieser Bestimmung Tatsachen, die gegen die freiheitliche demokratische Grundordnung verstoßen oder unter Geheimhaltung gegenüber den Vertragspartnern der Bundesrepublik Deutschland gegen zwischenstaatlich vereinbarte Rüstungsbeschränkungen verstoßen, keine Staatsgeheimnisse. Der Verrat eines solchen illegalen Geheimnisses an eine fremde Macht wird aber nach § 97a StGB wie Landesverrat bestraft. Dagegen ist die Veröffentlichung eines illegalen Geheimnisses grundsätzlich straflos, kann aber ggf. als Verletzung des Dienstgeheimnisses und einer besonderen Geheimhaltungspflicht nach § 353b StGB bestraft werden. Nimmt der Täter irrig an, dass es sich um ein illegales Geheimnis handelt, liegt aber ein Staatsgeheimnis vor, richtet sich die Strafbarkeit nach § 97b.
Aus der Definition folgt, dass Industrie- und Wirtschaftsspionage nicht vom Tatbestand des Landesverrats erfasst werden, es sei denn, ihr Verrat hat zugleich Auswirkungen auf die äußere Sicherheit. Eine Bestrafung erfordert mindestens bedingten Vorsatz, mit Ausnahme des § 94 Abs. 1 Nr. 2 StGB, der die Absicht voraussetzt, die Bundesrepublik Deutschland zu benachteiligen oder eine fremde Macht zu begünstigen.
„Fremde Macht“ ist dabei in allen Fällen eine fremde Regierung oder eine ähnliche mit entsprechenden Machtmitteln ausgerüstete Institution außerhalb der Bundesrepublik.
Zum Landesverrat im weiteren Sinne – im Strafgesetzbuch unter dem Begriff „Gefährdung der äußeren Sicherheit“ zusammengefasst – zu zählen sind das Offenbaren von Staatsgeheimnissen (§ 95 StGB), die landesverräterische Ausspähung (§ 96 StGB) als Vorbereitungshandlung zum Landesverrat, die Preisgabe von Staatsgeheimnissen und die landesverräterische Fälschung (§ 100a StGB). Der Spion selbst kann bereits im Vorfeld des eigentlichen Verrats wegen landesverräterischer Agententätigkeit oder wegen geheimdienstlicher Agententätigkeit nach § 98, § 99 StGB bestraft werden.
Häufig als obsolet wird der § 353a StGB angesehen: Vertrauensbruch im auswärtigen Dienst.

### Bekannte Vorwürfe
Die spektakulärsten Anschuldigungen von Landesverrat in der deutschen Geschichte waren der Leipziger Hochverratsprozess in der Gründungszeit des Kaiserreichs, der Weltbühne-Prozess in der Weimarer Republik und die Spiegel-Affäre 1962. Darüber hinaus zählen auch die wegen Landesverrats verurteilten MfS-Spione Günter Guillaume (1975) und Klaus Kuron (1992) dazu. Es gab auch Ermittlungen um 1982 gegen die Zeitschrift Konkret.
Die bisher einzige Verurteilung zu lebenslangen Freiheitsstrafe aufgrund Landesverrats in der Bundesrepublik verhängte das Oberlandesgericht Koblenz am 6. Juni 1990 gegen den US-amerikanischen Staatsbürger Clyde Lee Conrad. Zudem war Conrad der erste Ausländer, der wegen schweren Landesverrats angeklagt wurde. Als Sergeant First Class der United States Army und damalige Verschlusssachen-Verwalter der 8th Infantry Division in Bad Kreuznach leitete er geheime und streng geheime Informationen an den ungarischen Geheimdienst. Das Gericht sah den schwerwiegendsten Spionagefall nach dem Zweiten Weltkrieg. Laut Urteilsbegründung war die Verteidigungsfähigkeit der NATO bei einem Angriff des Warschauer Paktes erheblich geschwächt.
Im Juli 2015 wurde bekannt, dass Generalbundesanwalt Harald Range auf eine Anzeige durch Verfassungsschutzpräsident Hans-Georg Maaßen hin ein Strafverfahren gegen zwei Journalisten des Blogs netzpolitik.org und deren unbekannte Quelle eingeleitet hat. Grund hierfür ist die Veröffentlichung eines vom Verfassungsschutz selbst auf den zweitniedrigsten Geheimhaltungsgrad „VS-VERTRAULICH“ (VS-Vertr.) eingestuften Dokuments, aus dem hervorgeht, dass den Staatsschützern 2,75 Millionen Euro für die Massendatenerfassung aus einem geheimen staatlichen Haushaltsfonds zur Verfügung stehen. Ein erstes Gutachten zur Einstufung der Dokumente als Staatsgeheimnis wurde von Maaßen selbst erstellt. Nach einer nationalen Welle der Empörung stoppte der Generalbundesanwalt am 31. Juli 2015 vorerst die Ermittlungen, bis ein Gutachten zur Strafbarkeit der Veröffentlichung der Dokumente abgeschlossen ist. Eine vorläufige Einschätzung des externen Gutachters stützte die juristische Auffassung des Generalbundesanwalts und stufte die veröffentlichten Dokumente als Staatsgeheimnis ein. Laut Range hat nach Weiterleitung dieses Ergebnisses das Justizministerium die Generalbundesanwaltschaft angewiesen, das vollständige Gutachten nicht erstellen zu lassen. Das Justizministerium widersprach in der Folge dieser Darstellung und erklärte, die Entscheidung, das Gutachten nicht erstellen zu lassen, sei bereits Tage zuvor, als noch keine vorläufigen Ergebnisse vorlagen, im Einvernehmen mit Range getroffen worden. Der Konflikt in der Sache wurde von Justizminister Heiko Maas als Anlass genommen, Ranges Versetzung in den Ruhestand einzuleiten. Das Verfahren wurde am 10. August 2015 eingestellt.
Zur Anklage wegen zweifachen Landesverrats kam es im August 2015 gegen den mutmaßlichen CIA-Agenten Markus R. Dem am 2. Juli 2014 festgenommenen BND-Mitarbeiter wurde vorgeworfen, sowohl für den US-Geheimdienst CIA spioniert zu haben, als auch der Russischen Föderation geheime Informationen übermittelt zu haben.

### Historische Entwicklung

#### Preußen
Im Allgemeinen Landrechts von 1794 gab es drei Klassifizierungen dieser Straftat, die in den §§ 100 bis 148 geregelt waren.
Im Strafgesetzbuch von 1851 wurde der Landesverrat in den §§ 67 bis 73 geregelt.

#### Bayern
Im Strafgesetzbuch für das Königreich Bayern von 1861 war der Landesverrat in den Artikeln 110 bis 113 geregelt.

#### Deutsches Reich 1871 bis 1945
Das Reichsstrafgesetzbuch regelte den Landesverrat in den §§ 87 bis 93. Eine Neuregelung erfolgte 1934 in den §§ 88 bis 93a. Für Deutsche war nun im § 89 zwingend die Todesstrafe zu verhängen. Siehe auch Kriegsverrat im Nationalsozialismus.

#### DDR
Von 1958 bis 1968 befanden sich die Strafvorschriften gegen Spionage in den §§ 14 bis 16 und 24 Strafrechtsergänzungsgesetz.
Das Strafgesetzbuch (DDR) von 1968 regelte den Landesverrat in den §§ 97 bis 100. Bis 1987 war in besonders schweren Fällen die Verhängung der Todesstrafe möglich.

#### Bundesrepublik Deutschland
Von 1951 bis 1968 war der Landesverrat in den §§ 99 bis 103 StGB geregelt.
Diese Vorschriften wurden 1968 durch die grundsätzlich bis heute geltenden §§ 93 bis 101a ersetzt; 1970 wurde die Zuchthaus- und Gefängnisstrafe durch die Freiheitsstrafe abgelöst.

## Österreich
In Österreich sind die einschlägigen Delikte im 16. Abschnitt des Strafgesetzbuchs (StGB) unter dem Titel „Landesverrat“ zusammengefasst. Zentrale Norm ist der § 252 StGB:
Verrat von Staatsgeheimnissen
§ 252.
(1) Wer einer fremden Macht oder einer über- oder zwischenstaatlichen Einrichtung ein Staatsgeheimnis bekannt oder zugänglich macht, ist mit Freiheitsstrafe von einem bis zu zehn Jahren zu bestrafen.
(2) Wer der Öffentlichkeit ein Staatsgeheimnis bekannt oder zugänglich macht, ist mit Freiheitsstrafe von sechs Monaten bis zu fünf Jahren zu bestrafen. Betrifft das Staatsgeheimnis verfassungsgefährdende Tatsachen (Abs. 3), so ist der Täter jedoch nur zu bestrafen, wenn er in der Absicht handelt, der Republik Österreich einen Nachteil zuzufügen. Die irrtümliche Annahme verfassungsgefährdender Tatsachen befreit den Täter nicht von Strafe.
(3) Verfassungsgefährdende Tatsachen sind solche, die Bestrebungen offenbaren, in verfassungswidriger Weise den demokratischen, bundesstaatlichen oder rechtsstaatlichen Aufbau der Republik Österreich zu beseitigen, deren dauernde Neutralität aufzuheben oder ein verfassungsgesetzlich gewährleistetes Recht abzuschaffen oder einzuschränken oder wiederholt gegen ein solches Recht zu verstoßen.

## Schweiz
In der Schweiz wird zwischen diplomatischem (zivilem) und militärischem Landesverrat unterschieden.

### Diplomatischer Landesverrat
Der diplomatische Landesverrat ist unter dem Titel Verbrechen und Vergehen gegen den Staat und die Landesverteidigung in Art. 267 Ziff. 1–3 des schweizerischen Strafgesetzbuches (StGB) festgehalten:
1. Wer vorsätzlich ein Geheimnis, dessen Bewahrung zum Wohle der Eidgenossenschaft geboten ist, einem fremden Staate oder dessen Agenten bekannt oder zugänglich macht, wer Urkunden oder Beweismittel, die sich auf Rechtsverhältnisse zwischen der Eidgenossenschaft oder einem Kanton und einem ausländischen Staate beziehen, verfälscht, vernichtet, beiseiteschafft oder entwendet und dadurch die Interessen der Eidgenossenschaft oder des Kantons vorsätzlich gefährdet, wer als Bevollmächtigter der Eidgenossenschaft vorsätzlich Unterhandlungen mit einer auswärtigen Regierung zum Nachteile der Eidgenossenschaft führt, wird mit Freiheitsstrafe nicht unter einem Jahr bestraft.
2. Wer vorsätzlich ein Geheimnis, dessen Bewahrung zum Wohle der Eidgenossenschaft geboten ist, der Öffentlichkeit bekannt oder zugänglich macht, wird mit Freiheitsstrafe bis zu fünf Jahren oder Geldstrafe bestraft.
3. Handelt der Täter fahrlässig, so ist die Strafe Freiheitsstrafe bis zu drei Jahren oder Geldstrafe.

### Militärischer Landesverrat
Der militärische Landesverrat ist unter dem Titel Verbrechen oder Vergehen gegen die Landesverteidigung und gegen die Wehrkraft des Landes in Art. 87 Ziff. 1–4 des Militärstrafgesetzes (MStG) festgehalten:
1. Wer vorsätzlich in einer Zeit, da Truppen zum aktiven Dienste aufgeboten sind, die Unternehmungen der schweizerischen Armee unmittelbar stört oder gefährdet, wer insbesondere der Armee dienende Verkehrs- oder Nachrichtenmittel, Anlagen oder Sachen beschädigt oder vernichtet, oder den Betrieb von Anstalten, die der Armee dienen, hindert oder stört, wird mit Freiheitsstrafe nicht unter drei Jahren bestraft.
2. Wer vorsätzlich in einer Zeit, da Truppen zum aktiven Dienste aufgeboten sind, die Unternehmungen der schweizerischen Armee mittelbar stört oder gefährdet, wer insbesondere die öffentliche Ordnung stört oder Betriebe, die für die Allgemeinheit oder die Armeeverwaltung wichtig sind, hindert oder stört, wird mit Freiheitsstrafe oder Geldstrafe nicht unter 180 Tagessätzen bestraft.
3. In schweren Fällen kann auf lebenslängliche Freiheitsstrafe erkannt werden.
4. Handelt der Täter fahrlässig, so ist die Strafe Freiheitsstrafe bis zu drei Jahren oder Geldstrafe.

Vieldiskutiert in der Schweiz nach dem Zweiten Weltkrieg war und ist vor allem die damalige Erschiessung des Landesverräters Ernst Schrämli (z. B. der Film Die Erschiessung des Landesverräters Ernst S.)